# Jarosław Tomasiewicz
Jarosław Ryszard Tomasiewicz (ur. 18 sierpnia 1962) – polski naukowiec, historyk, politolog i publicysta, doktor habilitowany nauk humanistycznych. Nauczyciel akademicki Uniwersytetu Śląskiego w Katowicach.

## Życiorys
Pochodzi z Czechowic-Dziedzic.
Od końca lat 80. był aktywny w ruchu tercerystycznym, dążącym do połączenia tendencji skrajnie prawicowych i radykalnie lewicowych. Według relacji warszawskich nazi-skinów Borysa i Pawła Kijanowskich był na początku lat 90. liderem środowiska skinów neopogan. 
Po odejściu z subkultury skinheadów przystąpił wraz z Remigiuszem Okraską w 1998 do wydawania z ramienia Stowarzyszenia Wspierania Kultur Etnicznych z siedzibą w Zawierciu biuletynu „etnopluralistycznego” „Zakorzenienie” (zapis stylizowany: „zaKORZENIEnie”), który odwoływał się do tradycji rodzimowierstwa zadrużnego. We wrześniu 1999 współorganizował m.in. z Okraską, Mateuszem Piskorskim z Rodzimej Wiary, Tomaszem Szczepańskim ze Stowarzyszenia „Niklot” i Adamem Cieślukiem ze „Świaszczycy” II Kongres Opozycji Antysystemowej w Wałbrzychu, podczas którego zawiązała się Konfederacja dla Naszej Ziemi, łącząca orientacje anarchistyczną, ekologiczną, neonazistowską i neopogańską.
W 2001 obronił na Wydziale Nauk Społecznych Uniwersytetu Śląskiego napisaną pod kierunkiem Marka Paździory pracę doktorską z zakresu historii pt. Ugrupowania neoendeckie w Trzeciej Rzeczypospolitej (1989–1997). W 2014 uzyskał na tej samej uczelni stopień doktora habilitowanego na podstawie książki Naprawa czy zniszczenie demokracji? Tendencje autorytarne i profaszystowskie w polskiej myśli politycznej (1921–1935).
W 2015 jako główny pomysłodawca założył z Robertem Borkowskim, Katarzyną Czornik, Adamem Krawczykiem i Zuzanną Wroną Polskie Towarzystwo Bezpieczeństwa Narodowego, które nawiązało w 2023 współpracę z Polską Platformą Bezpieczeństwa Wewnętrznego. Od 2023 zasiada w jego komisji rewizyjnej.
Stały współpracownik m.in. magazynu „Obywatel”. Publikował w pismach konserwatywnych („Stańczyk”), anarchistycznych („Inny Świat”), ekologicznych („Zielone Brygady”) i nacjonalistycznych („Trygław”), a także na portalu Organizacji Monarchistów Polskich. Jego teksty ukazały się na łamach wydawnictw zarówno wysokonakładowych (m.in. „Gazeta Wyborcza”, „Tygodnik Powszechny”, „Dziennik Zachodni”, „Nowe Państwo”), jak i o regionalnym zasięgu (np. miesięcznik społeczno-kulturalny „Śląsk”).
Ekspert Instytutu Sobieskiego, wykładowca Wyższej Szkoły Bankowości i Finansów w Bielsku-Białej. Wieloletni pracownik Liceum Ogólnokształcącego im. Marii Skłodowskiej-Curie w Czechowicach-Dziedzicach, gdzie uczył historii i wiedzy o społeczeństwie.

## Publikacje książkowe
- Między faszyzmem i anarchizmem. Nowe idee dla nowej ery, Zima Firma Fonograficzno-Handlowa, Pyskowice 2000 (z przedmową Remigiusza Okraski)
- Terroryzm na tle przemocy politycznej (zarys encyklopedyczny), Firma Usługowo-Handlowa „Apis”, Katowice 2000
- Ugrupowania neoendeckie w III Rzeczypospolitej, Wydawnictwo Adam Marszałek, Toruń 2003
- Zło w imię dobra. Zjawisko przemocy w polityce. Autoportret terrorysty, stosowane strategie, uzasadnienie dla przemocy, Wydawnictwo Szkolne PWN, Warszawa 2009
- Rewolucja narodowa. Nacjonalistyczne koncepcje rewolucji społecznej w Drugiej Rzeczypospolitej, Europejskie Centrum Analiz Geopolitycznych, Warszawa 2012
- Naprawa czy zniszczenie demokracji? Tendencje autorytarne i profaszystowskie w polskiej myśli politycznej 1921–1935, Wydawnictwo Uniwersytetu Śląskiego, Katowice 2012
- Po dwakroć niepokorni. Szkice z dziejów polskiej lewicy patriotycznej, Stowarzyszenie „Obywatele Obywatelom”, Łódź 2014
- W kierunku nacjokracji. Tendencje autorytarne, totalistyczne i profaszystowskie w polskiej myśli politycznej (1933–1939). Narodowcy – narodowi radykałowie – narodowi socjaliści, Wydawnictwo Uniwersytetu Śląskiego, Katowice 2019
- „Faszyzm lewicy” czy „ludowy patriotyzm”? Tendencje antyliberalne i nacjonalistyczne w polskiej lewicowej myśli politycznej lat trzydziestych, Państwowy Instytut Wydawniczy, Warszawa 2020
- W poszukiwaniu nowego ładu. Tendencje antyliberalne, autorytarne i profaszystowskie w polskiej myśli politycznej i społecznej lat 30. XX w. Piłsudczycy i inni, Wydawnictwo Uniwersytetu Śląskiego, Katowice 2021 (nominacja do nagrody Książka Historyczna Roku w 2022[6][17][18])